# Cantone di Obernai
Il Cantone di Obernai è una divisione amministrativa dell'arrondissement di Sélestat-Erstein.
A seguito della riforma approvata con decreto del 18 febbraio 2014, che ha avuto attuazione dopo le elezioni dipartimentali del 2015, è passato da 10 a 25 comuni.

## Composizione
I 10 comuni facenti parte prima della riforma del 2014 erano:
- Bernardswiller
- Bourgheim
- Goxwiller
- Innenheim
- Krautergersheim
- Meistratzheim
- Niedernai
- Obernai
- Valff
- Zellwiller

Dal 2015 i comuni appartenenti al cantone sono i seguenti 25:
- Andlau
- Barr
- Bernardswiller
- Bernardvillé
- Blienschwiller
- Bourgheim
- Dambach-la-Ville
- Eichhoffen
- Epfig
- Gertwiller
- Goxwiller
- Heiligenstein
- Le Hohwald
- Itterswiller
- Krautergersheim
- Meistratzheim
- Mittelbergheim
- Niedernai
- Nothalten
- Obernai
- Reichsfeld
- Saint-Pierre
- Stotzheim
- Valff
- Zellwiller